# Второе Ковельское сражение
Второе Ковельское сражение — продолжение наступления соединений Юго-Западного фронта на ковельском направлении, проводившееся с 26 июля (8 августа) по 29 июля (11 августа) 1916 года.

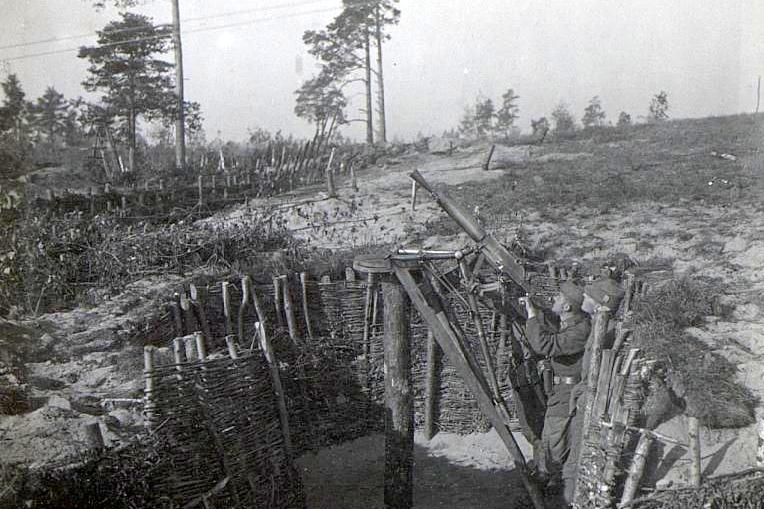
Австрийские позиции вдоль Стохода

Наступление на Ковель 3-й, Особой и 8-й армий, назначенное на 25 июля (7 августа), было отложено на сутки: Особая армия не успела изготовиться, а 3-й самой пришлось выдержать сильный германский натиск у Заречья. 
26 июля (8 августа) началось Второе Ковельское сражение. 3-я армия в этот день еще заканчивала подготовку. В ее состав был включен подошедший с Западного фронта 1-й Сибирский корпус. В Особой армии генерал Безобразов затеял чрезвычайно сложную перегруппировку, заходя правым плечом. 
64 батальонам 1-го гвардейского и 1-го армейского корпусов противостояли всего 9 немецких батальонов (227, 232 и 52-й резервный полки), а также 41-я гонведская дивизия.
Артиллерийская подготовка началась в шесть часов утра. Артиллерия продолжала методично вести огонь в течение шести часов. После этого от командиров потребовали доложить о состоянии передовых проволочных заграждений обороны противника. Затем артподготовку продолжили, и лишь в пять часов вечера началось наступление.
30-й корпус атаковал вяло, без прежнего подъема. 1-й армейский корпус, наступавший на юго-восточном фасе, от района юго-западнее Кухар на Большой Порск, был отброшен в исходное положение сильными контратаками и потерял около 4000 человек, что заставило отойти и гвардию, атаковавшую на северо-восточном фасе выступа от Велицка в направлении к юго-западу от Кухар и истекшую кровью у Кухарского леса.
На следующий день, 27 (9 августа), начала наступление 3-я армия, развернувшая 4-й Сибирский, 3-й армейский, 1-й Сибирский, 31-й и 46-й армейские и 1-й Туркестанский корпуса. Успех имел один 3-й корпус. В Особой армии 2-й гвардейский корпус тщетно атаковал Витонеж. Гвардейская стрелковая дивизия заняла Витонеж, но была выбита оттуда ураганным огнем вражеской артиллерии. 8-я армия оба дня, 26-го и 27-го, вела безрезультатные бои у Киселина. 
Генерал Брусилов пытался оживить явно сорвавшуюся операцию, однако новое наступление 3-й армии на Любашев, а гвардии на Витонеж повлекло только новые потери. Неудача концентрического наступления тремя армиями на Ковель стала ясна — и 29 июля (11 августа) атаки были прекращены.